# Bestorming van de Bastille

De bestorming van de Bastille door tijdgenoot Jean-Pierre Houël (1735-1813). Met in het midden de arrestatie van de directeur van de Bastille Bernard René Jourdain, markies de Launay

De Bestorming van de Bastille in Parijs, op 14 juli 1789, wordt vaak gezien als het symbolische beginpunt van de Franse Revolutie. Hoewel er ten tijde van de bestorming maar zeven gevangenen aanwezig waren in de Bastille Saint-Antoine, een middeleeuws fort dat als gevangenis werd gebruikt, werd de verovering ervan een symbool voor de Revolutie, aangezien de celtoewijzing geschiedde op basis van de stand van de gevangene: hoe hoger de stand, hoe luxueuzer de cel.
In 1790 vond het Fête de la Fédération (Feest van de Federatie) plaats op dezelfde datum, om samen te vallen met de eerste verjaardag van deze gebeurtenis. In 1880 werd de datum van 14 juli (Frans: quatorze juillet) uitgekozen om de Franse nationale feestdag te vieren.

## Achtergrond

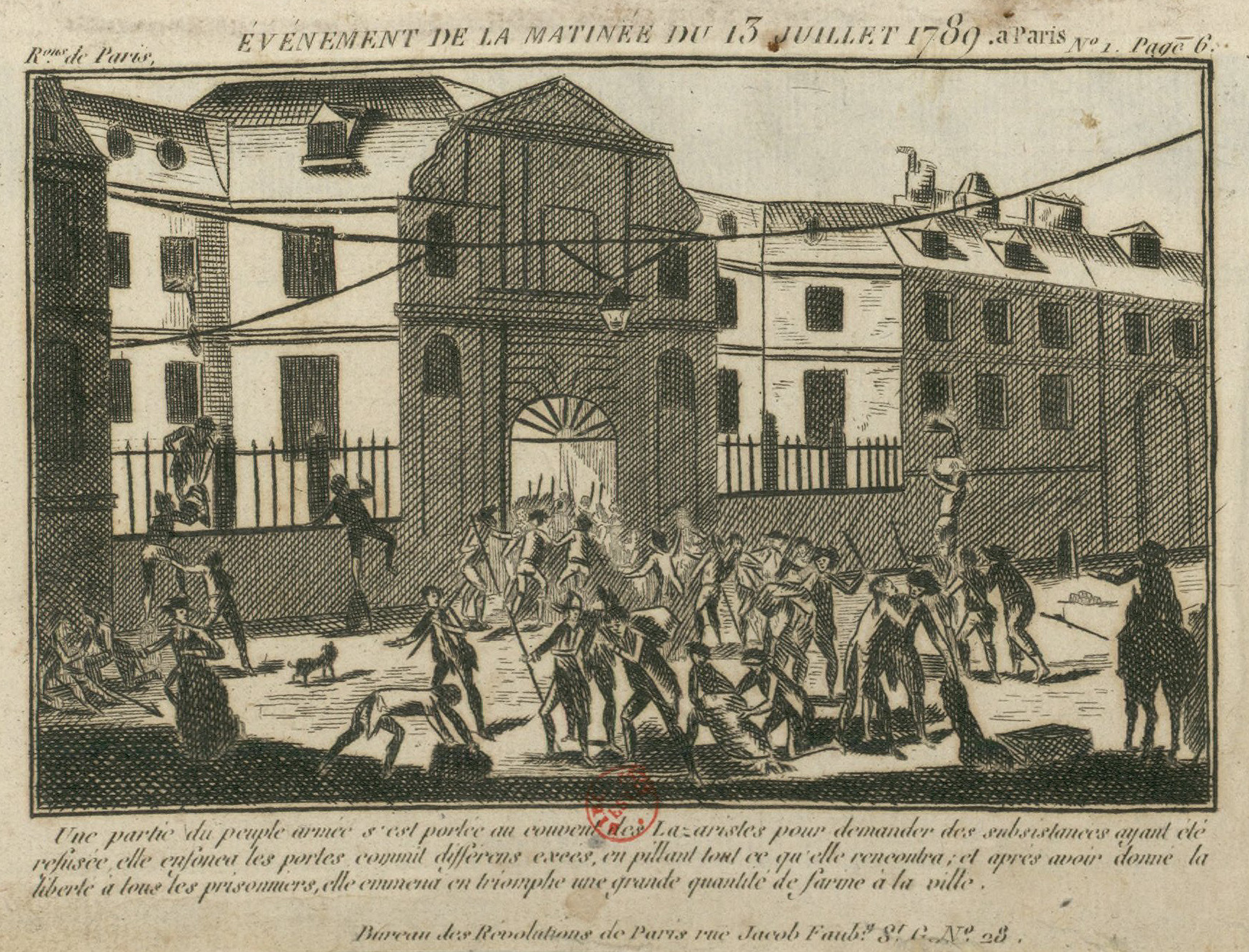
Aanval op het klooster Saint-Lazare op 13 juli 1789

De revolutie was het resultaat van een periode van groeiende sociale tegenstellingen, economische crisis en onvrede onder de Franse bevolking. De Verlichting versterkte de snel toenemende klassentegenstellingen, de weerstand tegen het klassensysteem en de roep om verandering. Het groeiende verzet tegen het absolutisme werd gevoed door de onvrede over de houding van het koninklijk gezin, dat er in de ogen van het volk een schijnbaar zorgeloze en extravagante levensstijl op na hield, terwijl het land in een diepe economische crisis was beland. Voor de gewone bevolking had het financiële bankroet van de staat echter geleid tot stijgende graanprijzen en hongersnood in 1788. Op 27 en 28 april 1789 brak er een staking uit in de behangfabriek van Jean-Baptiste Réveillon in de Faubourg Saint Antoine, omdat het gerucht ging dat Réveillon de lonen wilde verlagen en in de Staten-Generaal had voorgesteld de vaste broodprijs af te schaffen en de belasting te verhogen. Op 4 mei kwamen voor het eerst in meer dan 175 jaar de Staten-Generaal bijeen, om te praten over een oplossing van de financiële crisis en Cahier de doléances in te dienen. Op 17 juni riepen vertegenwoordigers van de Derde Stand, het volk, zich uit tot Assemblée nationale, met het doel een grondwet te schrijven voor het land. Toen de bevolking in Parijs vernam dat de koning op 11 juli troepen had verzameld in en rond Parijs, liberale ministers naar huis had gestuurd en de populaire minister van Financiën Jacques Necker het bevel had gegeven heimelijk het land te verlaten, vulden ze de straten. De volgende dag nam het volk de regie in eigen handen.
De stotteraar en werkloze advocaat Camille Desmoulins gaf naar eigen zeggen de aanzet tot de revolutie toen hij op zondag 12 juli 's middags tegen drieën het café Foy uitstormde. Staande op een tafel in de tuin van het Palais Royal, de verzamelplaats van de gegoede Parijse burgerij, riep hij dat het volk de wapens ter hand zou moeten nemen om zich te beschermen tegen de koninklijke troepen. Hij haalde om het voorbeeld te geven een pistool tevoorschijn.

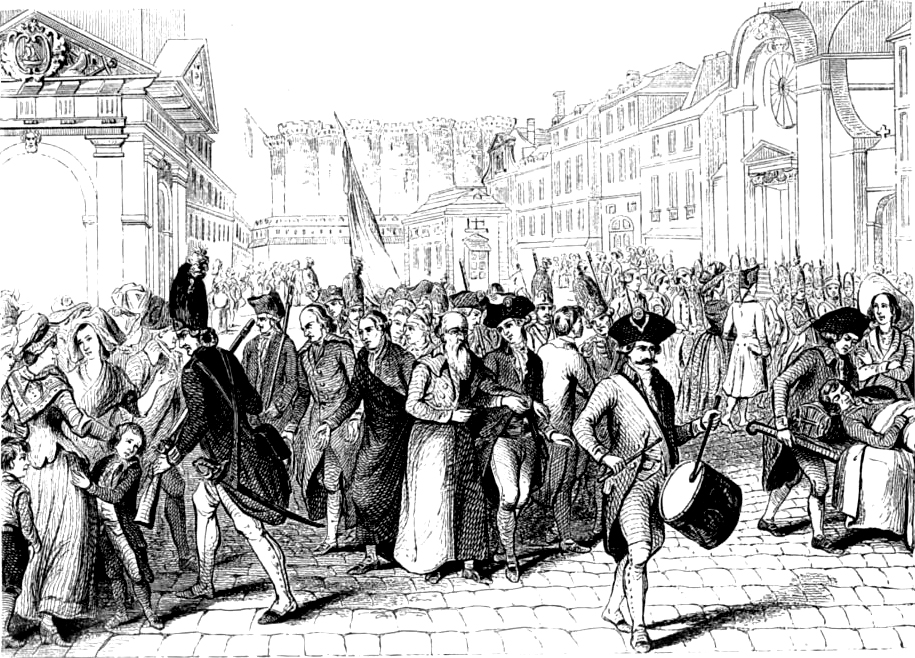
De demonstranten met de Bastille op de achtergrond. 19e-eeuwse gravure

De volgende dag werd een burgermilitie van 40.000 man gevormd, de Nationale Garde. De Parijse wapenwinkels werden geplunderd; een wapenhandelaar zou later verklaren dat er dertig keer bij hem ingebroken werd. De gehate douanekantoren van Claude-Nicolas Ledoux kregen het zwaar te verduren: de beurs bleef gesloten. Vervolgens trok het volk naar een klooster in de Rue de Paradis, een opslagplaats van graan en levensmiddelen. Op 14 juli volgde de plundering van het wapendepôt van het Hôtel des Invalides, waar kanonnen en musketten lagen opgeslagen maar geen buskruit. Vervolgens trok het volk naar de Bastille, waar wel buskruit lag opgeslagen.

## Gewelddadig verzet

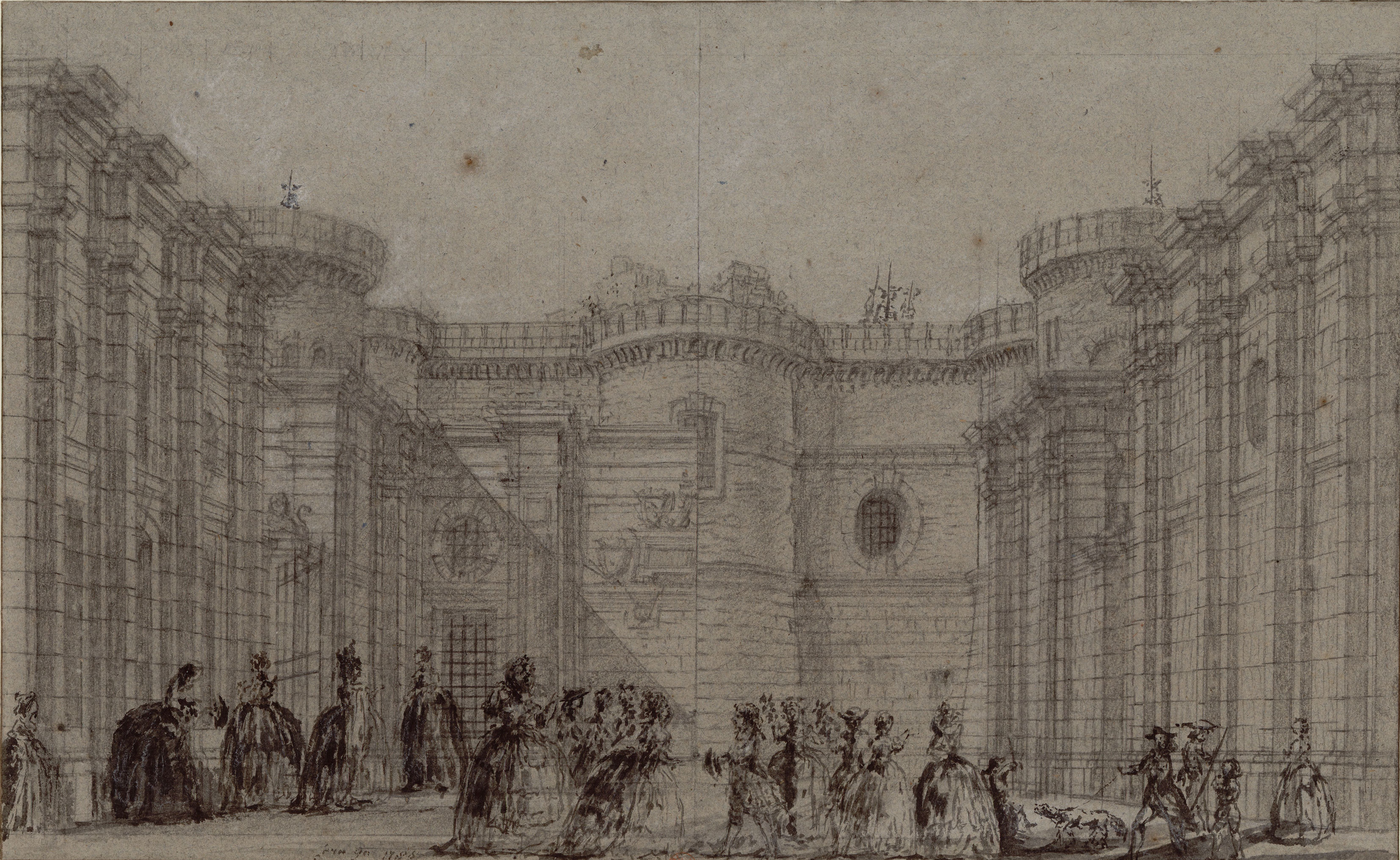
De binnenplaats van de Bastille in 1785 door Jean-Honoré Fragonard

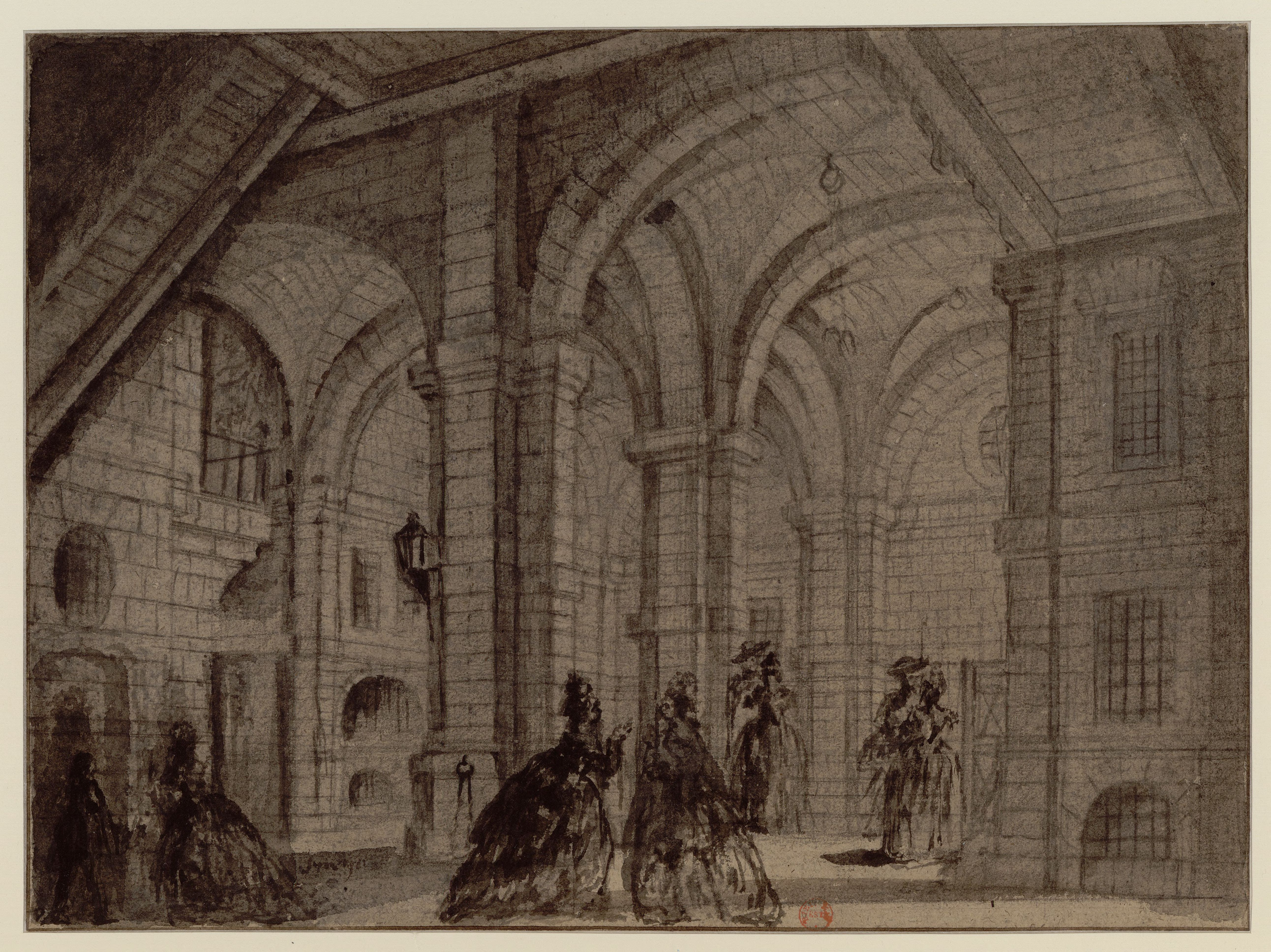
De hal in de Bastille in 1785 door Fragonard

Door heel Parijs kwamen mensen in grote groepen bijeen. Een groeiende menigte begaf zich naar het Place Vendôme, waar ze een Duitssprekend detachement zware cavalerie van de 'Royal-Allemand' (gerekruteerd uit de Elzas) met een regen van stenen op de vlucht joeg. Op het Place de la Concorde werd een van de actievoerders gedood en sneuvelde ook een soldaat. Naar verluidt kwam ook een bejaarde burger om toen de soldaten van de Royal-Allemand onder leiding van de prins van Lambesc op de groep inreden.
De demonstranten verzamelden zich in en rond het Hôtel de Ville. De leiders van de groep bleken echter niet in staat de menigte van wapens te voorzien en er ontstond steeds meer chaos. De Nationale Assemblee was op dat moment nog steeds bijeen in Versailles, waar ze eerder de Eed op de Kaatsbaan hadden gezworen, en besloot vanaf dit moment in voortdurend beraad te blijven om een beëindiging van hun vergadering te voorkomen.
De betogers vielen intussen het Hôtel des Invalides binnen, waar zij zo'n 29.000 tot 32.000 musketten buitmaakten, maar zonder buskruit. Toen 80.000 mannen en vrouwen niet veel later ook de Bastille belaagden, ging het dan ook voornamelijk om de meer dan 13.600 kilogram buskruit die daar was opgeslagen.

## De bestorming
In de gevangenis bevonden zich op dat moment maar zeven gevangenen. Volgens rapporten ging het om vier vervalsers in afwachting van hun proces, twee 'geestelijk gestoorden' en een deviante aristocraat, wiens verblijf door zijn familie werd bekostigd. De Marquis de Sade was tien dagen eerder overgeplaatst. Vanwege de hoge kosten van het onderhoud en de bewaking van een zo beperkt gebruik, was kort voor de bestorming al besloten dat de gevangenis gesloten zou worden. Men was uit op de wapens en de munitie die in het gebouw lagen opgeslagen.
Gouverneur van de Bastille was de besluiteloze en incapabele markies Bernard-René de Launay, zoon van de voorgaande gouverneur, en geboren in het gebouw. Het garnizoen dat de Bastille bewaakte bestond normaal gesproken uit 82 'invalides', veteranen die voor de normale militaire dienst niet meer geschikt waren. Op 7 juli was het echter versterkt met 32 grenadiers van het Zwitserse Salis-Samade regiment. De muren van de Bastille waren voorzien van achttien zware en twaalf lichtere kanonnen.
De totale menigte die bij de bestorming betrokken was, bestond waarschijnlijk uit minder dan duizend mensen want de 'lijst van overwinnaars van de Bastille' telt zo'n 600 namen. De groep verzamelde zich rond het midden van de ochtend voor het gebouw en eiste de overgave van de gevangenis, het verwijderen van de kanonnen die op de stad waren gericht en de overdracht van de aanwezige wapens en munitie. Twee vertegenwoordigers van de menigte werden binnengelaten om te onderhandelen en een derde volgde met de definitieve eisen rond het middaguur. De Launay bood de heren een diner aan en het onderhoud liep uit. De menigte werd intussen ongerust en steeds ongeduldiger.

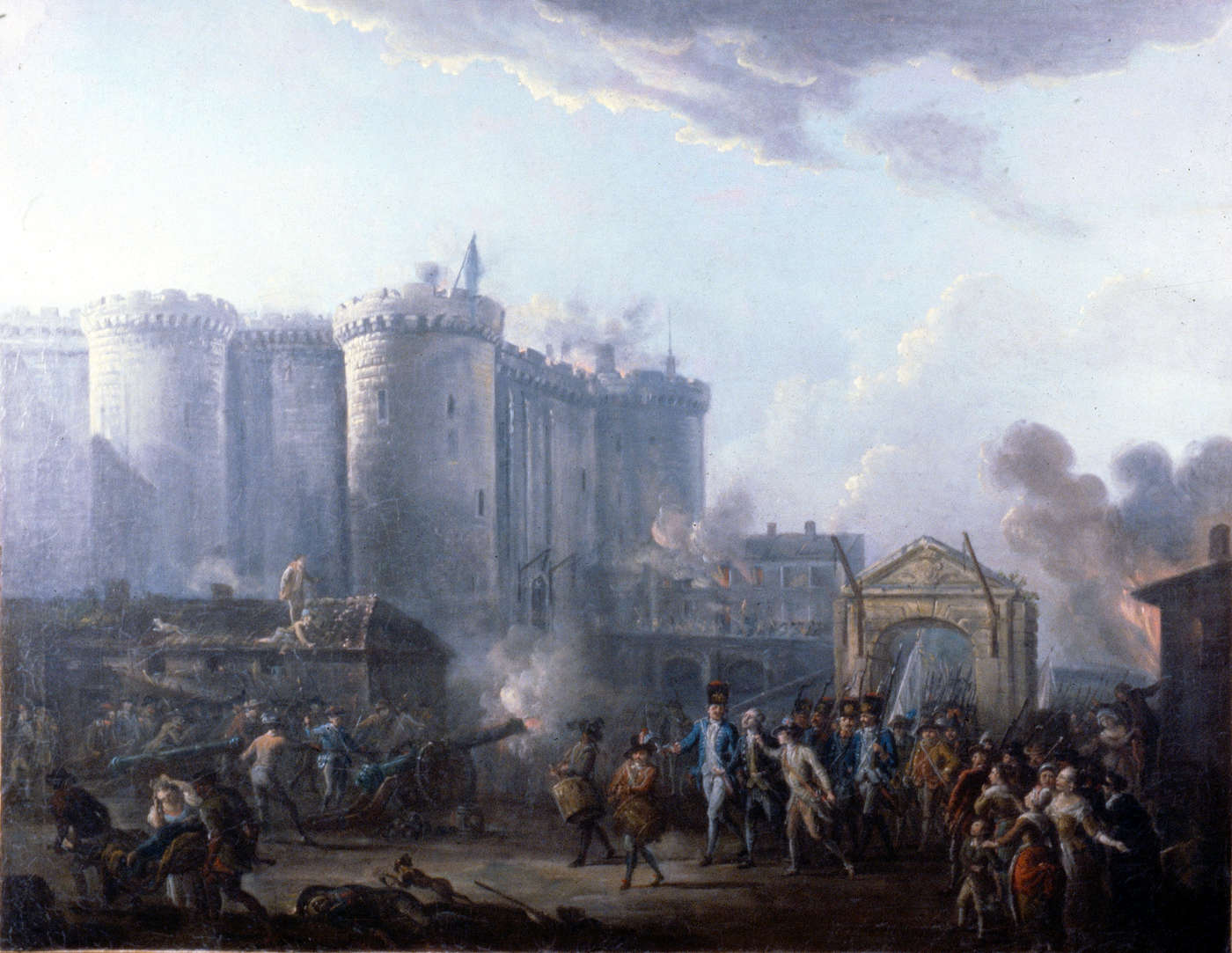
Arrestatie van De Launay, door Jean-Baptiste Lallemand (1790), Museum van de Franse Revolutie.

Rond 13.30 uur stroomde de groep de buitenste hof op, die niet verdedigd werd. De kettingen van de ophaalbrug naar de binnenplaats werden doorgehakt, waarbij een ongelukkige demonstrant gedood zou zijn. Rond diezelfde tijd werden ook de eerste schoten gelost, toen De Launay nerveus werd en vermoedelijk opdracht gaf om te schieten. Het geweld laaide op en de aanwezige waarnemers waren niet in staat de demonstranten tot een staakt-het-vuren over te halen.
Rond 15.00 uur werden de demonstranten versterkt door muitende infanteristen van de 'Gardes-Françaises', een van de twee infanterie regimenten van de 'huishoudelijke troepen' van de koning. Ook deserteurs uit gewone eenheden voegden zich bij de menigte en brachten wapens en twee of vijf kanonnen mee die eerder op de dag in het Hôtel des Invalides waren veroverd. Het vooruitzicht van een wederzijdse slachting bewoog gouverneur De Launay er om 17.00 uur toe een wapenstilstand af te kondigen en door een gat in de binnenste poort een brief met zijn voorwaarden te overhandigen. Die voorwaarden werden door de aanvallers niet geaccepteerd en De Launay capituleerde omdat hij wist dat zijn troepen niet veel langer stand konden houden. Hij opende de poorten naar de binnenplaats en om 17.30 uur stroomden de betogers naar binnen om het fort te bevrijden.

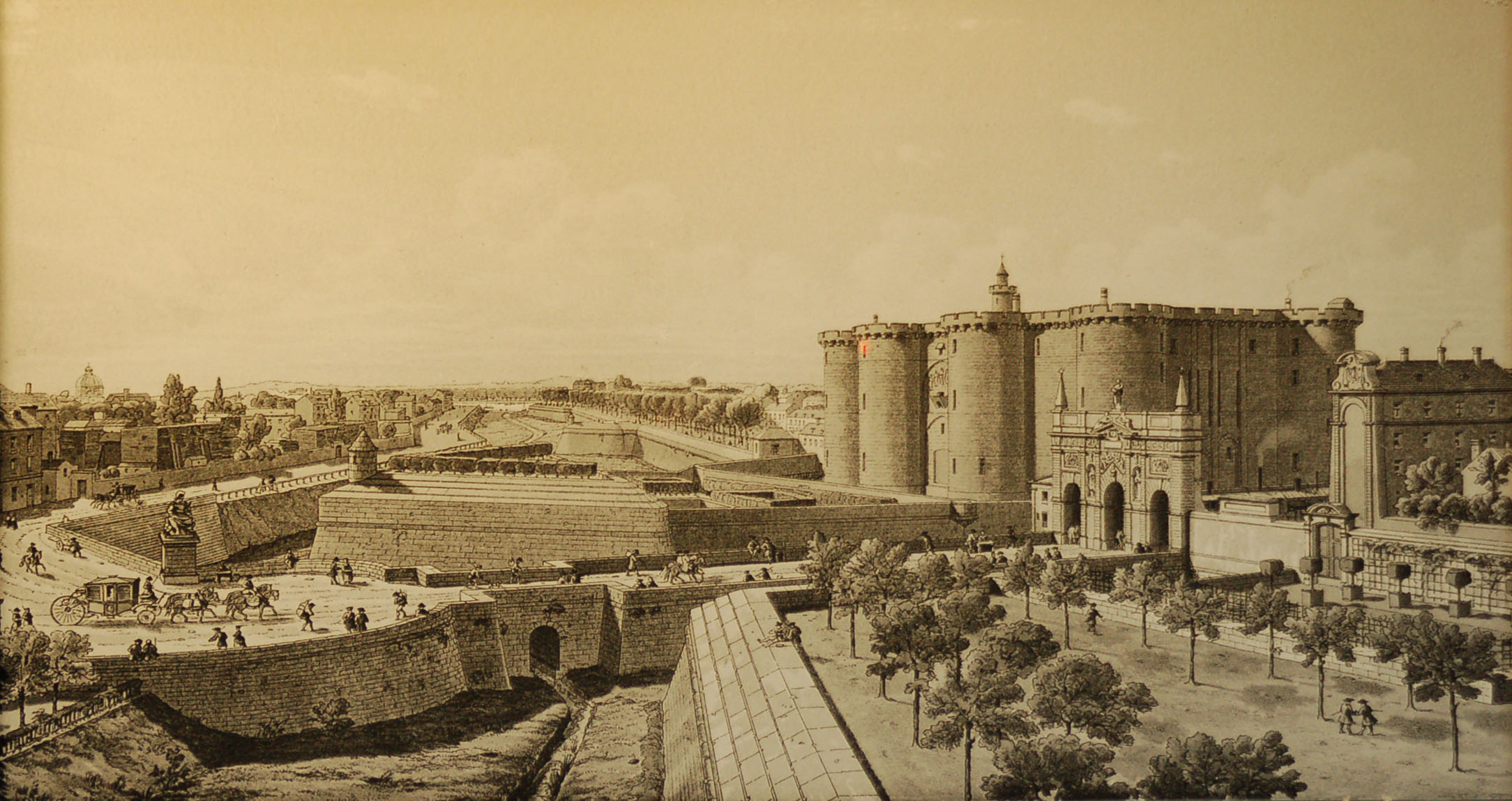
De Bastille voor de sloop op een 19e-eeuwse gravure

In de bestorming zelf waren 98 aanvallers en maar één verdediger gedood. Gouverneur De Launay werd echter gevangengenomen en in een gewelddadige optocht naar het Hôtel de Ville gesleurd. Voor het Hôtel begon een discussie over zijn lot. De gekwelde De Launay, die al ernstig geslagen was, riep echter 'Genoeg! Laat me sterven!' en schopte de banketbakker Desnot in het kruis. Daarop werd De Launay herhaaldelijk gestoken tot hij op straat neerviel. Zijn hoofd werd van zijn romp gescheiden, op een lans geprikt en door de straten gedragen. Wat betrekkelijk redelijk en rustig begon, liep mede door het blunderen van de gouverneur uit op een bloedig drama. 

Ook drie officieren van het permanente garnizoen van de Bastille werden door de menigte gedood. Er zijn politierapporten bewaard gebleven die een gedetailleerde beschrijving geven van hun kleding en verwondingen. Twee van de 'invalides' of veteranen van het garnizoen werden gelyncht. De Franse Garde wist de manschappen van de Zwitserse Salis-Samade, op twee na, te beschermen. Zij mochten later terugkeren naar hun regiment. Hun officier, luitenant Louis de Fleu, schreef een gedetailleerd rapport over de verdediging van de Bastille waarin hij (wellicht meer dan terecht was) de markies De Launay beschuldigde van zwak leiderschap. Dit rapport is bewaard gebleven in de logboeken van de Salis-Samade.

## Mythevorming
Begonnen als de verovering van een munitiedepot - een oud fort dat afgebroken zou worden - door de opstandelingen van Parijs, evolueerde de Bestorming van de Bastille tot een mythe. Ze werd de symbolische start van de Franse Revolutie, in plaats van de eerste vergadering in 175 jaar van de Staten-Generaal op 4 mei 1789. Romantische historici, zoals Jules Michelet (1798-1874), hebben de Bastille-mythe als heroïsch feit zwaar opgeblazen.